# Polycentropus mathisi
Polycentropus mathisi är en nattsländeart som beskrevs av Hamilton 1986. Polycentropus mathisi ingår i släktet Polycentropus och familjen fångstnätnattsländor. Inga underarter finns listade i Catalogue of Life.